# Podział administracyjny Czadu

Podział administracyjny Czadu, obowiązujący od 19 lutego 2008 r.

Obecny podział administracyjny Czadu obowiązuje od 19 lutego 2008 r. Kraj podzielony jest na 22 regionów, w tym region stołeczny Ndżamena posiadający specjalny status administracyjny. 
Wcześniej kraj przechodził kilka reform podziału administracyjnego. Od uzyskania niepodległości w 1960 r. aż do 1999 r. Czad podzielony był na 14 prefektur. Zostały one zastąpione w 1999 r. przez 28 departamentów, które zreorganizowano w 2002 r. tworząc 18 regionów. Ostatnia reforma podziału administracyjnego, przeprowadzona w 2008 r. zwiększyła liczbę regionów do 22.
Każdy region podzielony jest na departamenty (zwykle od dwóch do czterech), z wyjątkiem regionu stołecznego Ndżameny, podzielonego na 10 dzielnic miejskich (fr. arrondissements municipaux).
| N° | Region                               | Stolica   | Departamenty                                              |
| -- | ------------------------------------ | --------- | --------------------------------------------------------- |
| 1  | Batha                                | Ati       | Batha Est, Batha Ouest, Fitri                             |
| 2  | Szari-Bagirmi                        | Massénya  | Baguirmi, Chari, Loug Chari                               |
| 3  | Hadjer-Lamis                         | Massakory | Dababa, Dagana, Haraze Al Biar                            |
| 4  | Wadi Fira                            | Biltine   | Biltine, Dar Tama, Kobé                                   |
| 5  | Barh El Gazel                        | Moussoro  | Barh El Gazel Nord, Barh El Gazel Sud                     |
| 6  | Borku                                | Faya      | Borkou, Borkou Yala                                       |
| 7  | Ennedi                               | Fada      | Ennedi, Wadi Hawar                                        |
| 8  | Guéra                                | Mongo     | Barh Signaka, Guéra, Abtouyour, Mangalmé                  |
| 9  | Kanem                                | Mao       | Nord Kanem, Kanem, Wadi Bissam                            |
| 10 | Lac                                  | Bol       | Mamdi, Wayi                                               |
| 11 | Logon Zachodni                       | Moundou   | Dodjé, Lac Wey, Ngourkosso, Guéni                         |
| 12 | Logon Wschodni                       | Doba      | Nya Pendé, Pendé, Monts de Lam, Nya, Kouh-Est, Kouh-Ouest |
| 13 | Mandoul                              | Koumra    | Barh Sara, Mandoul Occidental, Mandoul Oriental           |
| 14 | Mayo-Kebbi Est                       | Bongor    | Mayo-Boneye, Kabbia, Mont d'Illi, Mayo-Lémié              |
| 15 | Mayo-Kebbi Ouest                     | Pala      | Lac Léré, Mayo-Dallah                                     |
| 16 | Szari Środkowe                       | Sarh      | Barh Kôh, Grande Sido, Lac Iro                            |
| 17 | Wadaj                                | Abéché    | Abdi, Assoungha, Ouara                                    |
| 18 | Salamat                              | Am Timan  | Aboudeïa, Barh Azoum, Haraze Mangueigne                   |
| 19 | Sila                                 | Goz Beïda | Kimiti, Djourouf Al Ahmar                                 |
| 20 | Tandjilé                             | Laï       | Tandjilé Est, Tandjilé Ouest                              |
| 21 | Tibesti                              | Bardaï    | Tibesti Est, Tibesti Ouest                                |
| 22 | region stołeczny (Ville de Ndjamena) | Ndżamena  | 10 dzielnic miejskich                                     |

## 1960 - 1999

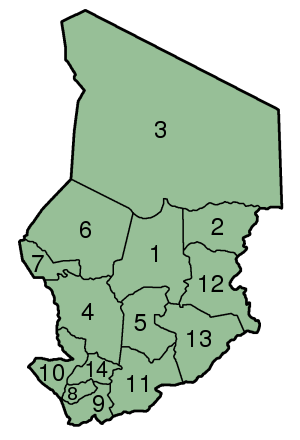
Podział administracyjny Czadu w latach 1960-1999

W latach 1960–1999 kraj podzielony był na 14 prefektur, które z kolei dzieliły się na mniejsze jednostki administracyjne, zwane podprefekturami. 
| N° | Prefektura            | Stolica      | Podprefektury                                  |
| -- | --------------------- | ------------ | ---------------------------------------------- |
| 1  | Batha                 | Ati          | Ati, Djedda, Oum Hadjer                        |
| 2  | Biltine               | Biltine      | Am Zoer, Arada, Biltine, Guéréda, Iriba        |
| 3  | Borkou-Ennedi-Tibesti | Faya-Largeau | Bardaï, Fada, Faya-Largeau, Zouar ...          |
| 4  | Chari-Baguirmi        | N'Djamena    | Bokoro, Bousso, Massakory, Massenya, N'Djamena |
| 5  | Guéra                 | Mongo        | Bitkine, Mangalmé, Melfi, Mongo                |
| 6  | Kanem                 | Mao          | Mao, Moussoro, Nokou                           |
| 7  | Lac                   | Bol          | Bagassola, Bol, Liwa, Ngouri                   |
| 8  | Logone Occidental     | Moundou      | Beinamar, Benoye, Moundou                      |
| 9  | Logone Oriental       | Doba         | Baibokoum, Bebedjia,Doba, Goré                 |
| 10 | Mayo-Kebbi            | Bongor       | Bongor, Fianga, Gounou Gaya, Léré, Pala        |
| 11 | Moyen-Chari           | Sarh         | Koumra, Kyabé, Maro, Moissala, Sarh            |
| 12 | Wadaj                 | Abéché       | Abéché, Adré, Am Dam, Goz Beida                |
| 13 | Salamat               | Am Timan     | Aboudeia, Am Timan, Haraze Mangueigne          |
| 14 | Tandjilé              | Laï          | Béré, Kélo, Laï                                |

## 2002-2008

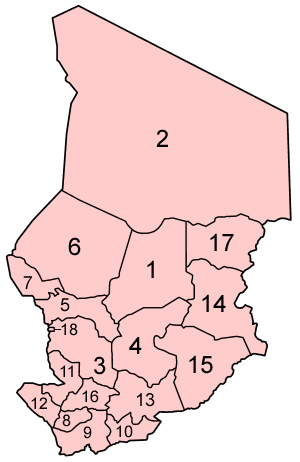
Podział administracyjny Czadu w latach 2002-2008

W latach 2002–2008 Czad podzielony był administracyjnie na 18 regionów, wliczając w to także region stołeczny Ndżamena posiadający specjalny status administracyjny. 
1. Batha
2. Borkou-Ennedi-Tibesti
3. Chari-Baguirmi
4. Guéra
5. Hadjer-Lamis
6. Kanem
7. Lac
8. Logone Occidental
9. Logone Oriental
10. Mandoul
11. Mayo-Kebbi Est
12. Mayo-Kebbi Ouest
13. Moyen-Chari
14. Wadaj
15. Salamat
16. Tandjilé
17. Wadi Fira
18. Ville de Ndjamena